# Златополь (село, Алтайский край)
Зла́тополь — село в Кулундинском районе Алтайского края, административный центр Златополинского сельсовета.

## Физико-географическая характеристика
Село расположено в пределах Кулундинской равнины, относящейся к Западно-Сибирской равнине.
Расстояние до районного центра села Кулунда — 28 км, до краевого центра города Барнаула — 375 км.
Климат умеренный континентальный. Среднегодовая температура положительная и составляет +2,2° С. Самый теплый месяц года — июль со средней температурой 20,7 °C. Самый холодный месяц — январь со средней температурой −16,8 °C. Средняя температура меняется в течение года на 37,5 °C. Среднегодовая норма осадков — 293 мм. Самый засушливый месяц — март с осадками 12 мм. Большая часть осадков выпадает в июле, в среднем 51 мм.
Часовой пояс
Златополь, как и весь Алтайский край, находится в часовой зоне МСК+4. Смещение применяемого времени относительно UTC составляет +7:00.

## Население
| 1997 | 1998 | 1999 | 2000 | 2001 | 2002 | 2003 |
| ---- | ---- | ---- | ---- | ---- | ---- | ---- |
| 922  | ↘905 | ↘903 | ↘860 | ↘846 | ↘824 | ↘821 |
| 2004 | 2005 | 2006 | 2007 | 2008 | 2009 | 2010 |
| ↘813 | ↗818 | ↘814 | ↘767 | ↗776 | ↘760 | ↗761 |
| 2011 | 2012 | 2013 |      |      |      |      |
| ↘760 | ↘722 | ↘700 |      |      |      |      |

## История
Село было основано в 1905 году. До заселения этих мест переселенцами из европейской части России здесь кочевали казахи, и название поселения на этом месте было Каракудук (в переводе — «чёрный колодец»). Однако переселенцы решили дать поселению другое название, и в честь одного из городов Украины его назвали Златополем. Первыми жителями Златополя стали выходцы из Орловской, Киевской, Харьковской и Полтавской губернии. В 1928 г. село Златополь состояло из 187 хозяйств, основное население — украинцы. Центр Златопольского сельсовета Ключевского района Славгородского округа Сибирского края, основное население — украинцы.